# Österreichische Touristenzeitung
Unter dem Titel Österreichische Touristenzeitung. Mitteilungen des Österreichischen Touristenklubs erschien von 1881 bis 1938 und von 1947 bis 1996 eine Zeitung, die schließlich unter dem Titel Österreichische Touristenzeitung für Bergsport und Alpinismus fortgesetzt wurde. 1939 wurde die Zeitung vom Deutschen Alpenverein / Zweig Turistenklub unter dem Titel Nachrichtenblatt des Zweiges Turistenklub des Deutschen Alpenvereins, Mitglied des Nationalsozialistischen Reichsbundes für Leibesübungen herausgegeben. In den Jahren 1940 bis 1945 ist die Zeitung aufgrund des Krieges nicht erschienen.
Erschienen ist die Zeitung in einem Format von 4° zweimal pro Monat. 